# 麦肯赛特

麦肯赛特王国的大致疆域

麦肯赛特是麦西亚王国的一个较小的次王国，它毗邻赫里福德教区。
656年，彭格温的布立吞人领地被诺森布里亚的奥斯威征服，当时他是麦西亚王国的宗主。随后，西彭格温也被一群生活在罗马古镇马格尼斯（又称卡尔马贡，即今肯切斯特，靠近赫里福德）的盎格鲁人占领。
“西赫卡尼”次王国存在于7世纪后期和8世纪早期，已知的三个统治者是：梅尔瓦尔、米尔德弗里斯和默赫尔姆。8世纪后期，这一地区似乎已被并入麦西亚，并被称作“韦斯特纳”。到9世纪，这一地区开始被称作“麦肯赛特”。